# Dom Phillips
Dominic Mark Phillips más conocido como Dom Phillips (Bebington, Cheshire, Inglaterra, 23 de julio de 1964-Atalaia do Norte, Amazonas, 5 de junio de 2022) fue un periodista británico y escritor independiente para The Guardian, escribió también para el Washington Post, The New York Times y el Financial Times. El 5 de junio de 2022, él y el experto en pueblos indígenas brasileño Bruno Araújo Pereira, desaparecieron en el remoto Valle de Javari en el extremo occidental del estado de Amazonas en Brasil, una de las zonas más remotas de la selva tropical. Se reportó que Phillips fue encontrado muerto el lunes 13 de junio, pero al día siguiente la embajada brasileña se retractó de su declaración. El 15 de junio, un segundo hombre fue arrestado y confesó que tanto Phillips como Pereira fueron asesinados y reveló la ubicación de sus cuerpos, lo cual fue confirmado por la Policía Federal brasileña.

## Infancia y educación
Phillips nació el 23 de julio de 1964 en Bebington, Cheshire. Su madre era galesa y maestra de escuela y su padre un contable irlandés que luego se desempeñó como profesor en el Politécnico de Liverpool. Tenía una hermana melliza y un hermano. Compartió con su familia su interés por la música y las actividades al aire libre, formando varias bandas de música con su hermano y amigos. Estudió en la Universidad en Liverpool, pero se fue sin haber obtenido un título para viajar por el mundo, viviendo en Israel, Grecia, Dinamarca y Australia.

## Carrera profesional
Phillips creó The Subterranean, un fanzine de corta duración, con Neil Cooper a principios de la década de 1980. En la década de 1990, Phillips escribió y editó para Mixmag, donde acuñó el término "casa progresiva".
Phillips vivía en Brasil desde 2007, cuando se trasladó para terminar un libro sobre música electrónica. En 2009 publicó Superstar DJs Here We Go!: The Rise and Fall of the Superstar DJ, una historia de primera línea sobre la cultura de club de la década de 1990.
Escribió sobre política, pobreza y desarrollo cultural en Brasil. Colaboró con The Washington Post del 2014 al 2016, donde cubrió los preparativos de Brasil para la Copa Mundial de la FIFA 2014 y los Juegos Olímpicos de Verano 2016. También informó sobre la deforestación en Brasil, liderando una investigación de The Guardian sobre ranchos ganaderos a gran escala establecidos en tierras forestales taladas. Phillips también colaboró con el Financial Times, Bloomberg News y revistas de fútbol. En 2013, conoció a la brasileña Alessandra Sampaio en una fiesta cerca de su casa en Río de Janeiro y se casaron en 2015.
En junio de 2020, Phillips estuvo en la región del Valle del Javari, investigando allí para un libro sobre desarrollo sostenible. Había recibido una beca de la Fundación Alicia Patterson para escribir el libro y tenía como objetivo terminarlo para fin de año.

## Desaparición
Tanto Phillips como Pereira recibían amenazas de muerte por su trabajo ayudando a proteger a los indígenas del Amazonas de los traficantes de drogas, así como de los mineros, madereros y cazadores ilegales.
Orlando Possuelo, un activista por los derechos de los indígenas, dijo que recibió un mensaje de Pereira a las 6 a. m. del 5 de junio de 2022. Pereira dijo que él y Phillips iban a pasar por la comunidad ribereña de São Rafael camino a Atalaia do Norte. Possuelo quedó en encontrarse con Pereira a las 8 a. m., pero Pereira y Phillips nunca llegaron. Possuelo dijo que cuando no aparecieron, volvió sobre sus pasos hasta el lugar donde fueron vistos por última vez. Miembros de un equipo de vigilancia indígena allí le dijeron que una lancha perteneciente a un pescador ilegal había sido vista bajando por el río en la misma dirección después de que pasó la lancha de Pereira. La embajada de Brasil emitió un comunicado de que su cuerpo había sido encontrado el lunes 13 de junio, pero se retractó al día siguiente y se disculpó con la familia de Phillips por "información que no resultó correcta".
El 17 de junio de 2022, los restos descubiertos fueron identificados como pertenecientes a Phillips, estos fueron autenticados mediante registros dentales. El segundo cuerpo, que se creía era el de Pereira, aún estaba siendo examinado. El 26 de junio, los restos de Phillips y Pereira fueron incinerados en Río de Janeiro.